# Batrisus
Batrisus är ett släkte av skalbaggar som beskrevs av Aubé 1833. Batrisus ingår i familjen kortvingar.
Släktet innehåller bara arten Batrisus formicarius.